# Ausrennen

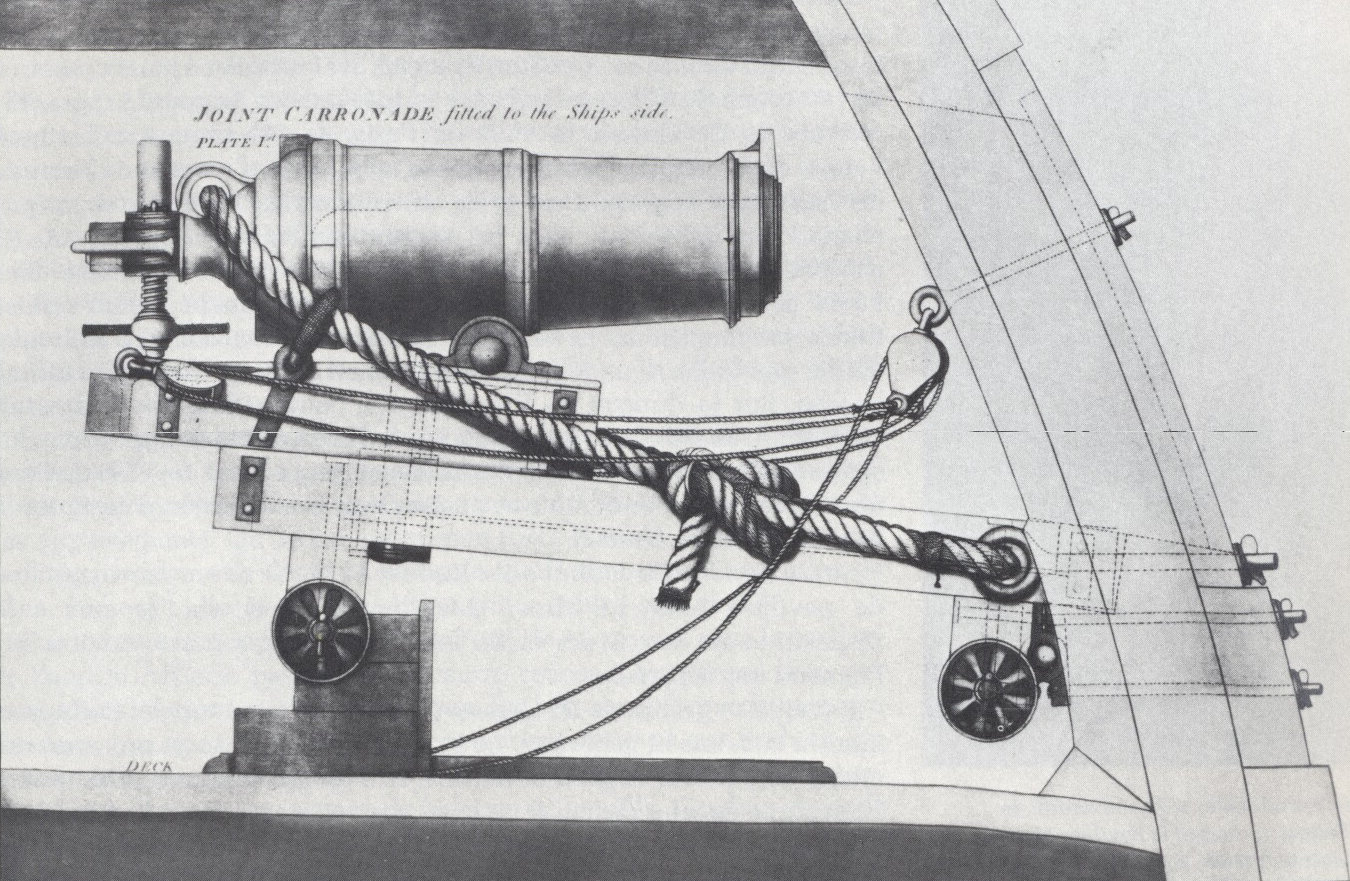
Schema der Flaschenzüge

Beim Ausrennen eines Vorderladergeschützes an Bord eines Kriegsschiffes wird das Geschütz durch die Stückpforte geschoben. Dazu wurde mit Hilfe von Flaschenzügen die Mündung der Kanone nach außen gezogen. Das Zurückziehen der Kanone von der Stückpforte für den Ladevorgang wird als Einrennen bezeichnet.